# Otidea

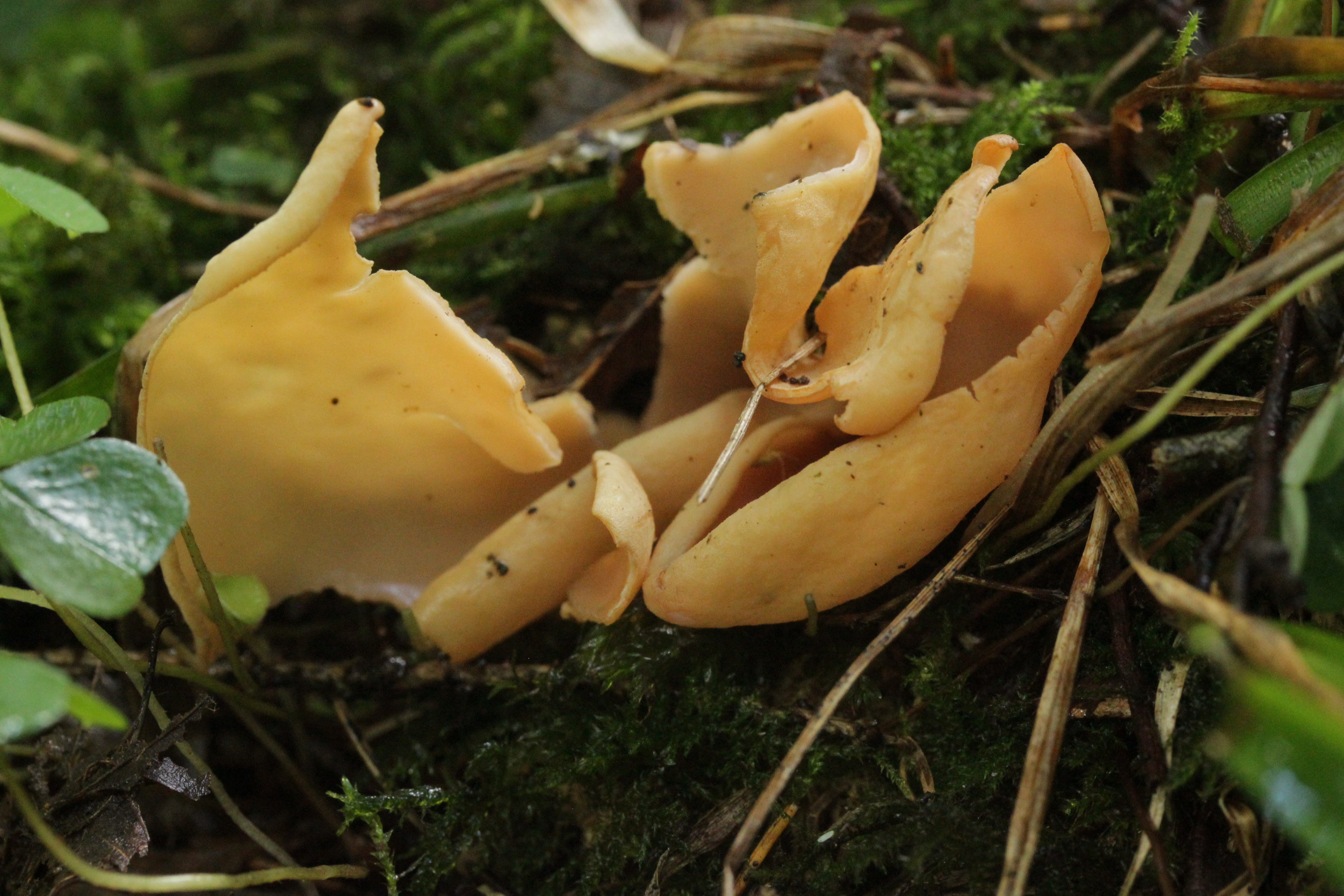

Otidea (Pers.) Bonord. (uchówka) – rodzaj grzybów należący do rzędu kustrzebkowców (Pezizales).

## Systematyka i nazewnictwo
Pozycja w klasyfikacji według Index Fungorum: Otideaceae, Pezizales, Pezizomycetidae, Pezizomycetes, Pezizomycotina, Ascomycota, Fungi.
Synonimy nazwy naukowej:

- Cochlearia (Cooke) Lambotte
- Flavoscypha Harmaja
- Otidea subgen. Pseudotis Boud.
- Peziza †† Otidea Pers.
- Peziza sect. Cochleate Fr.
- Peziza subgen. Cochlearia Cooke
- Pseudotis (Boud.) Boud.[2]

Nazwa polska według M.A. Chmiel.

## Morfologia
Apotecja o wysokości 3–75 mm, szerokości 4–80 mm, często w pęczkach lub grupach, w kształcie miseczki lub ucha, czasami hipogeiczne i zamknięte. Hymenium białe, żółte, ochrowe, brązowe, prawie czarne, często z różowymi plamami. Powierzchnia zewnętrzna czasami rtej samej barwy lub podobnej do hymenium z fioletowymi, zielonkawymi lub niebieskawymi odcieniami, pokryta brodawkami o kształcie od stożkowego do szeroko wypukłego, rzadziej gładka lub chropwata, brodawki tej samej barwy, lub ciemniejsze niż tło. Podstawa apotecjum owłosiona z wrastającą z nią do podłoża grzybnią o barwie białej, ochrowej, żółtej, pomarańczowej lub brązowej, u kilku gatunków żeberkowana. Zarodniki jednorzędowe, elipsoidalne, podłużne lub wrzecionowate, zazwyczaj z 2 gutulami, czasami z kilkoma mniejszymi granulkami, gładkie lub brodawkowate w SEM, rzadko pokryte kolcami lub z niskimi listewkami, cienkościenne do nieco grubościennych, szkliste do bardzo jasnobrązowych. Wstawki zazwyczaj zakrzywione lub haczykowate, rzadko proste, czasami z nacięciami lub z napęczniałymi wierzchołkami, septowane, zawierające refrakcyjne małe gutula na wierzchołkach. Worki 8-zarodnikowe, 116–275 × 8–19 µm. Subhymenium o grubości 100 –150 µm grubości, o gęstej texturze intricata, strzępki czasami napęczniałe, często z rozproszonym pigmentem na przegrodach. Wewnętrzna warstwa ekscypulum o grubości 400–1500 µm, o teksturze intricata, strzępki cylindryczne do lekko napęczniałych, cienkościenne do grubościennych, bezbarwne do jasnobrązowych, często z żywicznymi powłokami w przegrodach. Zewnętrzna warstwa ekscypulum o grubości 70 –150 µm, tekstura angularis, rzadziej tekstura prismatica. Powierzchnia z brodawkami do wysokości 180 µm, utworzona przez występujące w pęczkach krótkie włoski o komórkach kulistych lub wydłużonych lub tekstura globulosa-angularis z pojedynczymi włoskami. Na powierzchni często występuje żywiczna warstwa o barwie żółtej do ciemnobrązowej, czasem zmieniająca kolor w KOH. Grzybnia wyrastająca z podstawy z przegrodami, prostymi strzępkami, często rozgałęziającymi się i łączącymi, często pokryta pigmentowanymi, drobnymi, żywicznymi wydzielinami.

## Gatunki występujące w Polsce
- Otidea alutacea (Pers.) Massee 1895 – uchówka skórzasta
- Otidea bufonia (Pers.) Boud. 1907
- Otidea cantharella (Fr.) Quél. 1886 – uchówka cytrynowa
- Otidea cochleata (Huds.) Fuckel 1870 – uchówka ślimakowata
- Otidea leporina (Batsch) Fuckel 1870 – uchówka zajęcza
- Otidea mirabilis Bolognini & Jamoni 2001[5]
- Otidea onotica (Pers.) Fuckel 1870 – uchówka ośla
- Otidea tuomikoskii Harmaja 1976[5]

Nazwy naukowe na podstawie Index Fungorum. Wykaz gatunków i nazwy polskie według M.A. Chmiel (bez przypisów) i innych.